# Santa Lucía (San Juan)
Pour les articles homonymes, voir Santa Lucia.
Santa Lucía est une ville et le chef-lieu du Département de Santa Lucía, dans la province de San Juan en Argentine. Elle est située au nord du Valle del Tulum, l'oasis de la région, à quelques kilomètres de San Juan, la capitale provinciale.